# Sociaaldemocratische Actie van Kroatië
Sociaal Democratische Actie van Kroatië (Kroatisch: Akcija socijaldemokrata Hrvatske, ASH) is een linkse politieke partij in Kroatië.
Zij werd in 1994 opgezet door ontevreden leden van de Sociaaldemocratische Partij van Kroatië, volgens hen was partijleider Ivica Račan te centristisch en dat hij geen kritiek gaf op Franjo Tuđman werd door deze groep ook niet gewaardeerd.
De partij dacht veel stemmen te kunnen halen bij andere SDP stemmers nadat Miko Tripalo (een veteraan uit de Kroatische Lente) de Kroatische Volkspartij-Liberaal Democraten verliet voor deze partij.
Tijdens de parlementsverkiezingen in 1995 gingen de meeste stemmen echter naar de SDP en kreeg de ASH slechts één zetel.
Regeringspartijen:

Kroatische Democratische Unie · Kroatische Volkspartij-Liberaal Democraten · Kroatische Sociaal-Liberale Partij

Kroatische Seniorenpartij · Onafhankelijke Democratische Servische Partij

Overige partijen:

Kroatische Partij van Rechten · Kroatische Boerenpartij · Istrische Democratische Assemblee · Sociaaldemocratische Partij van Kroatië · Alliantie van Primorje · Gorski Kotar · Kroatische Democratische Boerenpartij · Democratisch Centrum · Liberale Partij · Kroatisch Democratisch Centrum · Democratische Prigorje-Zagreb Partij · Međimurje Partij · Zagorje Democratische Partij · Slavonië-Baranja Kroatische Partij · Kroatisch Blok · Kroatische Christelijke Democratische Unie · Kroatische Partij van Rechten 1861 · Kroatische Pure Partij van Rechten · Kroatische Werkelijke Renaissance · Socialistische Arbeiderspartij van Kroatië · Servische Volkspartij · Sociaal Democratische Actie van Kroatië

Politieke partijen van etnische minderheden:

Democratische Unie van Hongaren van Kroatië · Duitse Volksunie - Nationale Associatie van Donau-Zwaben in Kroatië

Onafhankelijke Democratische Servische Partij · Partij voor Democratische Actie van Kroatië